# Hyundai Capital Skywalkers Volleyball Club 2014-2015
Questa voce raccoglie le informazioni riguardanti lo Hyundai Capital Skywalkers Volleyball Club nelle competizioni ufficiali della stagione 2014-2015.

## Stagione
Lo Hyundai Capital Skywalkers Volleyball Club partecipa al suo settimo campionato di V-League, classificandosi al quinto posto. 
In Coppa KOVO, invece, non supera la fase a gironi.

## Organigramma societario
Area direttiva
- Presidente: Jung Tae-young

Area tecnica
- Allenatore: Kim Ho-chul
- Allenatore in seconda: Park Hee-sang, Kim Ki-joong

## Rosa
| N° | Nome             | Ruolo | Data di nascita   | Nazionalità sportiva |
| -- | ---------------- | ----- | ----------------- | -------------------- |
| 1  | Lim Dong-kyu     | S     | 11 giugno 1983    | Corea del Sud        |
| 2  | Lee Gun-ho       | P     | 24 settembre 1991 | Corea del Sud        |
| 3  | Kwon Yeong-min   | P     | 5 luglio 1980     | Corea del Sud        |
| 4  | Lee Seung-won    | P     | 11 aprile 1993    | Corea del Sud        |
| 5  | Yeo Oh-hyun      | L     | 2 settembre 1978  | Corea del Sud        |
| 6  | Choi Tae-woong   | P     | 9 aprile 1976     | Corea del Sud        |
| 7  | Liberman Agámez  | O     | 15 febbraio 1985  | Colombia             |
| 7  | Kévin Le Roux    | O     | 11 maggio 1989    | Francia              |
| 8  | Song Jun-ho      | S     | 5 giugno 1991     | Corea del Sud        |
| 9  | Park Ju-hyeong   | S     | 5 agosto 1987     | Corea del Sud        |
| 10 | Yun Bong-woo     | C     | 20 gennaio 1982   | Corea del Sud        |
| 11 | Choi Min-ho      | C     | 19 aprile 1988    | Corea del Sud        |
| 12 | Kang Seon-gu     | S     | 30 marzo 1989     | Corea del Sud        |
| 13 | Jin Seong-tae    | C     | 3 febbraio 1993   | Corea del Sud        |
| 14 | Kim Jae-hun      | S     | 19 agosto 1990    | Corea del Sud        |
| 15 | Moon Sung-min    | S     | 14 settembre 1986 | Corea del Sud        |
| 16 | Park Jeong-yeong | L     | 1º novembre 1986  | Corea del Sud        |
| 17 | Jo Geun-ho       | C     | 23 maggio 1990    | Corea del Sud        |
| 18 | Jung Sung-min    | L     | 29 aprile 1988    | Corea del Sud        |
| 19 | Shin Dong-gwang  | L     | 28 febbraio 1989  | Corea del Sud        |

## Statistiche

### Statistiche di squadra
| Competizione | Punti | In casa | In casa | In casa | In trasferta | In trasferta | In trasferta | Totale | Totale | Totale |
| Competizione | Punti | G       | V       | P       | G            | V            | P            | G      | V      | P      |
| ------------ | ----- | ------- | ------- | ------- | ------------ | ------------ | ------------ | ------ | ------ | ------ |
| V-League     | 52    | 18      | 9       | 9       | 18           | 6            | 12           | 36     | 15     | 21     |
| Coppa KOVO   | -     | -       | -       | -       | -            | -            | -            | 2      | 0      | 2      |
| Totale       | -     | 18      | 9       | 9       | 18           | 6            | 12           | 28     | 15     | 23     |

G = partite giocate; V = partite vinte; P = partite perse

### Statistiche dei giocatori
| Giocatore  | Campionato | Campionato | Campionato | Campionato | Campionato | Coppa KOVO | Coppa KOVO | Coppa KOVO | Coppa KOVO | Coppa KOVO | Totale | Totale | Totale | Totale | Totale |
| Giocatore  | P          | PT         | AV         | MV         | BV         | P          | PT         | AV         | MV         | BV         | P      | PT     | AV     | MV     | BV     |
| ---------- | ---------- | ---------- | ---------- | ---------- | ---------- | ---------- | ---------- | ---------- | ---------- | ---------- | ------ | ------ | ------ | ------ | ------ |
| L. Agámez  | 8          | 165        | 151        | 6          | 8          | -          | -          | -          | -          | -          | 8      | 165    | 151    | 6      | 8      |
| Choi M.h.  | 36         | 295        | 182        | 99         | 14         | 2          | 24         | 13         | 10         | 1          | 38     | 319    | 195    | 109    | 15     |
| Choi T.w.  | 18         | 3          | 0          | 3          | 0          | -          | -          | -          | -          | -          | 18     | 3      | 0      | 3      | 0      |
| Jung S.m.  | 34         | 0          | 0          | 0          | 0          | 2          | 0          | 0          | 0          | 0          | 36     | 0      | 0      | 0      | 0      |
| Jin S.t.   | 12         | 10         | 7          | 2          | 1          | -          | -          | -          | -          | -          | 12     | 10     | 7      | 2      | 1      |
| Jo G.h.    | 24         | 35         | 26         | 7          | 2          | 2          | 13         | 10         | 3          | 0          | 26     | 48     | 36     | 10     | 2      |
| Kang S.g.  | 8          | 1          | 0          | 0          | 1          | 1          | 0          | 0          | 0          | 0          | 9      | 1      | 0      | 0      | 1      |
| Kim J.h.   | 29         | 2          | 1          | 0          | 1          | 2          | 21         | 18         | 1          | 2          | 31     | 23     | 19     | 1      | 3      |
| Kwon Y.m.  | 31         | 20         | 2          | 15         | 3          | 2          | 7          | 1          | 3          | 3          | 33     | 27     | 3      | 18     | 6      |
| Lee G.h.   | 0          | 0          | 0          | 0          | 0          | 2          | 0          | 0          | 0          | 0          | 2      | 0      | 0      | 0      | 0      |
| Lee S.w.   | 35         | 30         | 6          | 21         | 3          | -          | -          | -          | -          | -          | 35     | 30     | 6      | 21     | 3      |
| K. Le Roux | 26         | 572        | 479        | 62         | 31         | -          | -          | -          | -          | -          | 26     | 572    | 479    | 62     | 31     |
| Lim D.k.   | 18         | 17         | 16         | 1          | 0          | 2          | 10         | 9          | 1          | 0          | 20     | 27     | 25     | 2      | 0      |
| Moon S.m.  | 36         | 640        | 582        | 32         | 26         | -          | -          | -          | -          | -          | 36     | 640    | 582    | 32     | 26     |
| Park J.h.  | 34         | 211        | 156        | 43         | 12         | 2          | 6          | 6          | 0          | 0          | 36     | 217    | 162    | 43     | 12     |
| Park J.y.  | 0          | 0          | 0          | 0          | 0          | 0          | 0          | 0          | 0          | 0          | 0      | 0      | 0      | 0      | 0      |
| Shin D.g.  | 14         | 0          | 0          | 0          | 0          | 2          | 0          | 0          | 0          | 0          | 16     | 0      | 0      | 0      | 0      |
| Song J.h.  | 31         | 105        | 98         | 6          | 1          | 2          | 32         | 29         | 3          | 0          | 33     | 137    | 127    | 9      | 1      |
| Yeo O.h.   | 36         | 0          | 0          | 0          | 0          | 2          | 0          | 0          | 0          | 0          | 38     | 0      | 0      | 0      | 0      |
| Yun B.w.   | 33         | 176        | 108        | 62         | 6          | 1          | 0          | 0          | 0          | 0          | 34     | 176    | 108    | 62     | 6      |

P = presenze; PT = punti totali; AV = attacchi vincenti; MV = muri vincenti; BV = battute vincenti